# Охота на ангелов
Охота на ангелов (англ. Maximum Ride) — североамериканский научно-фантастический фильм режиссёра Джея Мартина. В основу сценария фильма положена серия книг Джеймса Паттерсона Maximum Ride (начата в 2005). Премьера фильма состоялась 30 августа 2016 года.

## Сюжет
В доме в глубоко Скалистых горах живут шестеро подростков. Все они — искусственно выращенные в результате секретного правительственного эксперимента существа, способные летать подобно птицам. Когда-то их привёз сюда доктор Джеб, однако уже много месяцев они живут здесь одни. В отсутствие взрослых заботу обо всех пытается взять на себя старшая из ребят — Макс.
Однако спокойной жизни приходит конец. Стиратели похищают Энджи, обладающую даром чтения мыслей. Подоспевшая к месту похищения Макс узнаёт в одном из стирателей сына Джеба Ари, который с детства ненавидит подопытных детей.
Макс и Фэнг вылетают на спасение Энджи в секретный исследовательский комплекс, расположенный в Долине Смерти. По пути, во время остановки в городе Моаб, Макс получает ранение от местного бандита и вынуждена прибегнуть к помощи семьи спасённой ею Эллы. Позднее Макс и Фэнга догоняют остальные и рассказывают о том, как на них напал Ари и они едва смогли спастись. Однако стирателям удаётся настигнуть их и схватить, оказав воздействие на вживлённые в их тела электронные схемы.
Оказавшись в исследовательском комплексе, Макс встречает Джеба и узнаёт от него, что вся их жизнь «на свободе» в доме также была частью эксперимента. Сумев незаметно вытащить у Ари электронный ключ, Макс вместе с остальными удаётся бежать из лаборатории. Теперь подростки направляются в Нью-Йорк, где намерены найти разгадку тайны своего появления на свет.

## В ролях
- Элли Мари Эванс (англ. Allie Marie Evans) — Макс
- Патрик Джонсон — Фэнг
- Зейн Эмори (англ. Zayne Emory) — Игги
- Лилиана Рэй (англ. Lyliana Wray) — Энджи
- Гэвин Льюис (англ. Gavin Lewis) — Газзи
- Тетона Джексон (англ. Tetona Jackson) — Надж
- Кэрри Уомплер (англ. Carrie Wampler) — Элла
- Питер О’Брайен (англ. Peter O'Brien) — Джеб
- Люк Грегори Косби (англ. Luke Gregory Cosby) — Ари
- Лилли Оуэрс (англ. Lillie Owers) — Макс в детстве
- Цандер Фэйден (англ. Zander Faden) — Ари в детстве
- Шон Патрик Брэйди (англ. Shaun Patrick Brady) — Джейк
- Карла Самудио (англ. Karla Zamudio) — д-р Мартинес
- Тина Хуанг (англ. Tina Huang) — д-р Розен

## Внешние ссылки
- «Охота на ангелов» (англ.) на сайте Internet Movie Database